# Paula Modersohn-Becker Museum

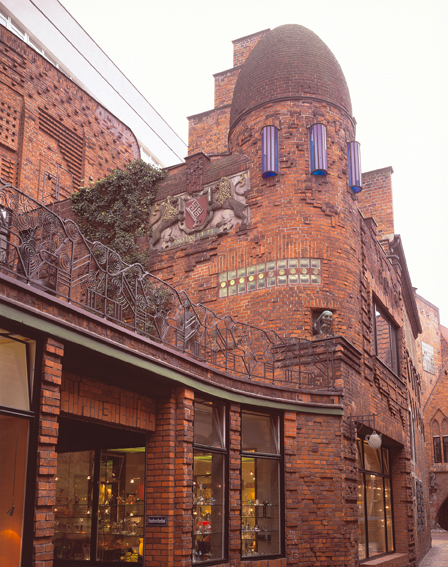
Paula Modersohn-Becker Museum in der Bremer Böttcherstraße, im Juni 2002

Das Paula Modersohn-Becker-Museum ist ein 1927 erbautes Museum in Bremen. Es ist das erste Museum weltweit, das dem Werk einer Malerin gewidmet wurde. Das Museum zeigt Hauptwerke aus allen Schaffensphasen von Paula Modersohn-Becker (1876–1907). Das Gebäude steht seit 1973 unter Bremer Denkmalschutz.

## Geschichte und Bedeutung
Entworfen wurde das expressionistische Gebäude von Bernhard Hoetger (1874–1949), den Ludwig Roselius um 1924 damit beauftragte. Ludwig Roselius war Gründer der Kaffee-Handels-Aktiengesellschaft (siehe Kaffee HAG), Erfinder des koffeinfreien Kaffees und ein großer Bewunderer der Kunst Paula Modersohn-Beckers. Dies verband ihn mit dem Architekten Bernhard Hoetger, der selbst einige Bilder von Paula Modersohn-Becker besaß. Hoetger und die Künstlerin hatten sich 1906 in Paris kennengelernt.

### Bau des Museum und Umgestaltung der Böttcherstraße

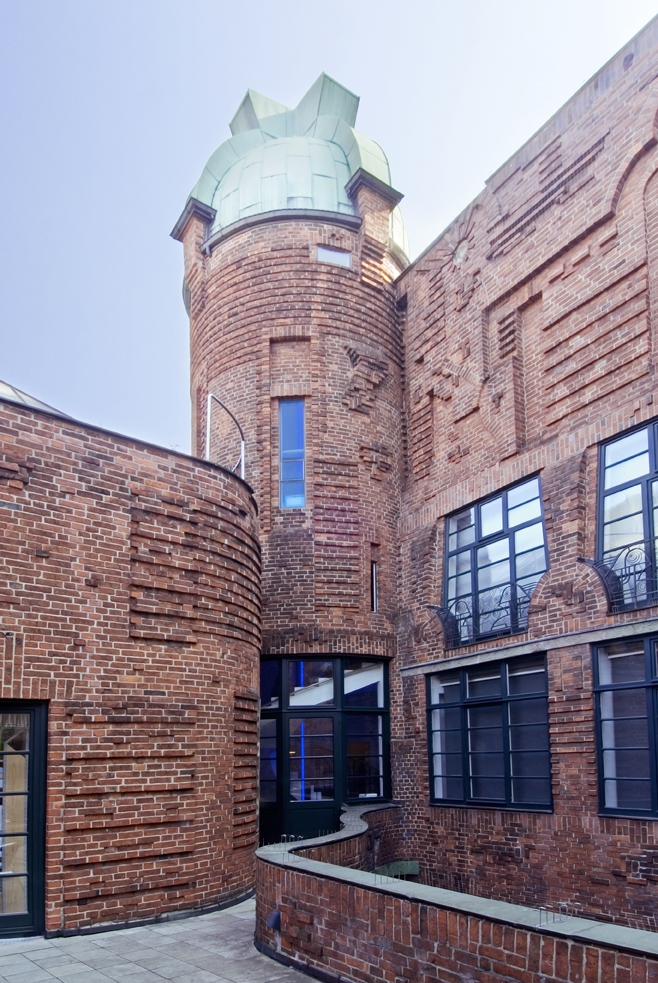
Außenansicht des Paula Modersohn-Becker Museums, im April 2008

Der Gedanke, die Böttcherstraße umzugestalten, war ursprünglich unabhängig von Ludwig Roselius’ Kunstsammlung entstanden. Anfang des 20. Jahrhunderts war die kleine Gasse durch verfallene Wohnhäuser und mangelhafte hygienische Bedingungen geprägt. Mit den Neubauten wollte Roselius der Straße neuen Glanz verleihen und sie zu einem touristischen Anziehungspunkt ausbauen. Erst während des Baus entwickelte er den Plan, in einem der Gebäude Kunst und speziell seine Werke von Paula Modersohn-Becker öffentlich zugänglich zu machen.
Der Bau des heutigen Museums begann 1926 und wurde am 2. Juni 1927 – dem 53. Geburtstag von Roselius –, ebenso wie die gesamte umgestaltete Böttcherstraße offiziell eröffnet. Das Gebäude bekam unter Voranstellung des Geburtsnamens der Künstlerin den Namen „Paula-Becker-Modersohn-Haus“. Der Wunsch von Roselius war es, in dem Bau Tradition und Fortschritt gleichzeitig zu verwirklichen, wobei er in Bernhard Hoetger den geeignetsten Architekten für dieses Vorhaben sah. Hoetger sei laut Roselius mit der niedersächsischen und nordischen Heimattradition eng verbunden und daher prädestiniert für die Umsetzung eines Neubaus in der Böttcherstraße. Der Gegensatz zwischen Tradition und Moderne wurde von Hoetger schließlich in einer Synthese in Form des Backsteinexpressionismus zusammengeführt. 
Roselius sah im Paula-Becker-Modersohn-Haus nicht nur ein Zweckgebäude, sondern selbst ein Kunstwerk, das seinen Platz in der Straße finden sollte. Die Frankfurter Zeitung schrieb zur Eröffnung, es sei ein „lebendes Museum“ geschaffen worden, das Gegenwart und Vergangenheit gelungen miteinander verbinde: „Hoetgers Stil ist überall in Bewegung: er gebirt [sic!] ihn. Wirre, kontrastierende Lichtquellen, durch unvermittelt herausspringende Klinker aufgerissene Wände, unregelmäßige Konturen, der fantastische Schmuck der Decken und der Wände, die Superlative der Ausdruckssucht geben Hoetgers Schaffen das Gepräge.“

### Museum zwischen 1933 und 1945

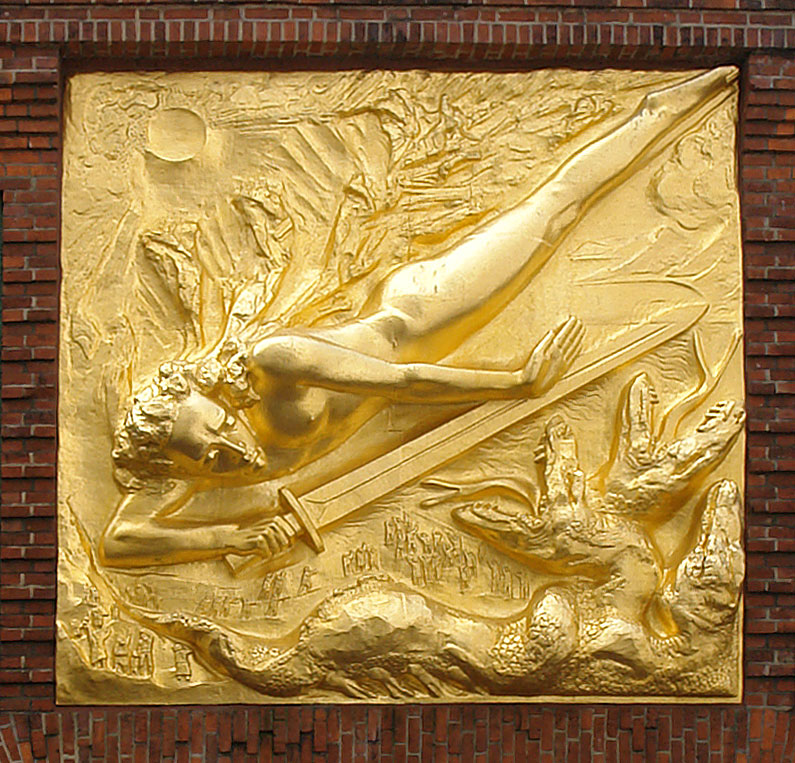
Bernhard Hoetger: Erzengel Michael, Der Kampf mit dem Drachen. Standort: Eingang zur Böttcherstraße in Bremen. Foto: Jürgen Howaldt.

Kritik am expressionistischen Stil des Paula-Becker-Modersohn-Hauses war nicht ungewöhnlich, doch unter den Nationalsozialisten erreichte sie ihren Höhepunkt. In einer Rede auf dem Parteitag in Nürnberg 1936 verdammte Hitler die gesamte „Böttcherstraßen-Kultur“ und forderte Ludwig Roselius auf, sich davon zu distanzieren. Als Beispiel der „Verfallskunst“ sollte die Straße jedoch erhalten bleiben, die Paula Modersohn-Becker-Sammlung von Roselius wurde zur Privatsammlung deklariert und konnte nur noch auf besonderen Wunsch besichtigt werden. Der Museumsführer wurde angepasst, man distanzierte sich nun deutlich vom Stil Hoetgers. 1936 wurde auch der Eingang zur Böttcherstraße erneuert. Die wie in Bewegung erscheinenden Ziegel an der Überbrückung wurden durch das Bildnis Der Lichtbringer von Hoetger ersetzt, auf dem der Erzengel Michael gegen einen Drachen kämpft. In der christlichen Tradition gilt Michael als Bezwinger des Teufels in Gestalt des Drachens und als Anführer der himmlischen Heerscharen. Gemäß nationalsozialistischer Interpretation sollte der Erzengel eine neue Weltsicht bringen. Er 'töte die Vergangenheit und führe die Menschen in das tausendjährige Reich'. Assoziiert werden sollte hier Adolf Hitler, das deutsche Volk erlösend und in ein neues Reich leitend.
Auch die Widmung auf einer Tafel am Eingang zur Böttcherstraße wurde zwischenzeitlich geändert. Hieß es 1927 noch „Dieses ist das Paula-Becker-Modersohn-Haus aus alter Häuser Fall und Umbau errichtet von Bernhard Hoetgers Hand zum Zeichen edler Frauen zeugend Werk das siegend steht, wenn tapfrer Männer Heldenruhm verweht“, wurde das Wort „wenn“ durch das Wort „bis“ ersetzt. Es sollte nicht unterstellt werden, dass das Werk einer Künstlerin tapfere Heldentaten von Männern überdauern könnte. In der heutigen Zeit wurde das „wenn“ wieder an seine ursprüngliche Stelle gesetzt.

### 1945 bis heute
Nach dem Zweiten Weltkrieg war ein Großteil der Böttcherstraße zerstört und wurde bis 1954 wieder aufgebaut. Seit 1973 steht die Straße unter Denkmalschutz. 1988 erwarb die Sparkasse Bremen nahezu die gesamte Böttcherstraße, darunter auch das Paula Modersohn-Becker-Museum. Zur gleichen Zeit machte sich eine erneute Beschädigung der Bausubstanz bemerkbar, sodass das Museum bis 1994 saniert und erweitert wurde. Träger der Museen Böttcherstraße war bis 2020 die „Böttcherstraße GmbH“, eine hundertprozentige Tochter der Finanzholding der Sparkasse in Bremen. Seit 2020 sind die Museen Böttcherstraße eine eigenständige Stiftungs-GmbH.

## Sammlungen

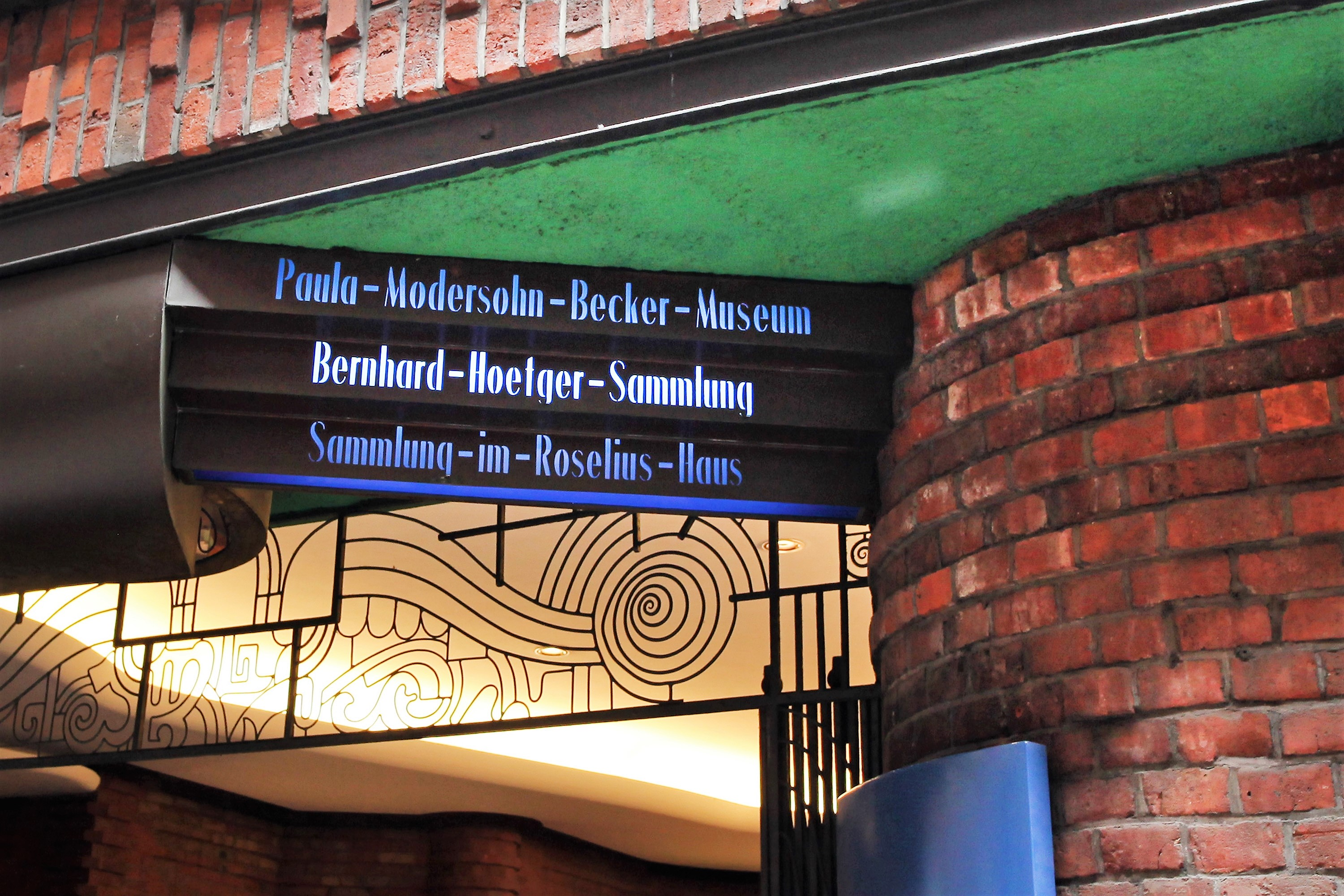
Schild am Eingang der Museen Böttcherstraße (2011)

Der Kernbestand der Sammlung von Ludwig Roselius wurde 1988 von der Stadtgemeinde Bremen gemeinsam mit der Bundesrepublik Deutschland erworben. Bedeutende Kunstwerke der Sammlung von Ludwig Roselius wurden durch Leihgaben der Paula Modersohn-Becker-Stiftung ergänzt. Die Stiftung wurde 1978 von Tille Modersohn, der Tochter der Malerin, ins Leben gerufen und verwaltet ihren künstlerischen Nachlass. Dieser umfasst unter anderem etwa 50 Gemälde und 500 Zeichnungen und Skizzen von Paula Modersohn-Becker. Die Werke werden im Paula Modersohn-Becker-Museum und in der Kunsthalle Bremen verwahrt und gezeigt. Gemeinsam besitzen das Museum, die Kunsthalle und die Stiftung mit über 100 Gemälden und 700 Handzeichnungen einen Großteil des Gesamtbestands des Werks der jung verstorbenen Künstlerin.
Neben den Werken Modersohn-Beckers beherbergt das Museum die umfangreichste Sammlung von Werken des Bildhauers, Kunsthandwerkers und Architekten Bernhard Hoetger. Zwar ist Hoetger hauptsächlich für seine Plastiken und architektonischen Bauwerke bekannt, doch war er auch als Maler und Grafiker tätig. Unter anderem malte er die Landschaft in und um Worpswede und ähnelt so in seiner Motivwahl teilweise Paula Modersohn-Becker.

### Jenny Holzer im Paula Modersohn-Becker-Museum
Die US-amerikanische Künstlerin Jenny Holzer besuchte das Paula Modersohn-Becker-Museum 2002 und zeigte sich beeindruckt sowohl von der Biografie Paula Modersohn-Beckers als auch von der Architektur des Gebäudes. Ihre 1990 auf der Biennale in Venedig ausgezeichnete Installation Mother and Child wandelte sie inspiriert von Hoetgers Plastik „Mutter und Kind“ ab und stellte sie dem Paula Modersohn-Becker-Museum als dauerhafte Installation zur Verfügung, die seit 2005 unter dem Titel „For Paula Modersohn-Becker“ dort zu sehen ist. Hier nimmt sie die blauen Lichtpunkte des von Hoetger gestalteten Kuppeldachs des Himmelssaals im Haus Atlantis auf und setzt sich inhaltlich mit ihrem Leben als Künstlerin und Mutter auseinander. Somit ist eine Hommage an beide Künstler gelungen. Entlang des Treppenhauses im Museum läuft der blaue Schriftzug auf Deutsch und Englisch und in unterschiedlichen Schrifttypen und -größen. „Die Installation ist immer dort – da ist es gut, wenn sie anders aussieht, wenn man wann anders wieder mal hinkommt“, so die Künstlerin selbst über ihr Werk.

## Ausstellungsprogramm

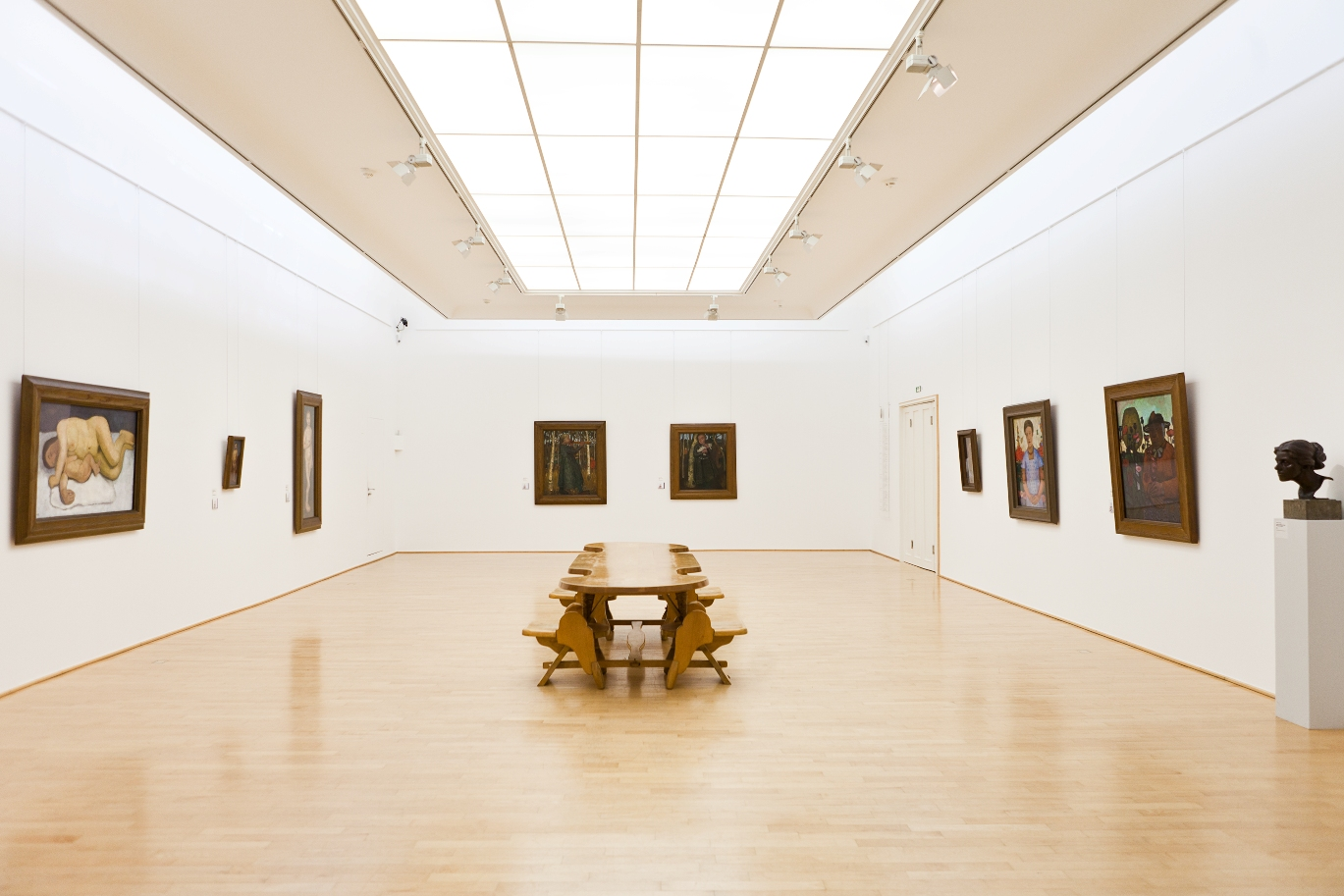
Saal 1 des Paula Modersohn-Becker Museums (2013)

Das Museum zeigt Werke aus allen Schaffensperioden der Künstlerin. Die ersten Bilder aus ihrer Zeit in Worpswede entstanden unter dem Einfluss ihres Lehrers Fritz Mackensen in den 90er-Jahren des 19. Jahrhunderts und sind ebenso Teil der Sammlung wie ihre späteren Werke, die während ihrer Aufenthalte in Paris zwischen 1899 und 1906 entstanden. Bekannt ist Paula Modersohn-Becker neben ihren Moorlandschaften besonders für ihre Selbstbildnisse und Porträts. Bedeutende Gemälde und Zeichnungen aus der ehemaligen Sammlung von Ludwig Roselius werden durch Leihgaben der Paula Modersohn-Becker-Stiftung ergänzt. Neben den Werken Modersohn-Beckers beherbergt das Museum die umfangreichste Sammlung von Werken des Bildhauers, Kunsthandwerkers und Architekten Bernhard Hoetger (1874–1949). Die von ihm entworfenen Räume werden heute für Sonderausstellungen zur Kunst der klassischen Moderne genutzt.

### Sonderausstellungen (Auswahl)
Die verschiedenen Sonderausstellungen behandeln zumeist Themen der Klassischen Moderne und beschäftigen sich mit den zum Teil vergessenen Künstlerinnen dieser Epoche.
- 2010, 21. Februar bis 9. Mai: Nahsicht. Käthe Kollwitz – Heinrich Zille
- 2010, 18. Juli bis 19. September: Paula Modersohn-Becker. Pionierin der Moderne
- 2010, 10. Oktober 2010 bis 9. Januar 2011: Elfriede Stegemeyer – elde steeg. Doppelleben einer Avantgardistin
- 2011, 23. Januar bis 3. April: vis-à-vis. Vom Heiligenschein zur LED
- 2011, 10. April bis 3. Juli: Mathilde Vollmoeller-Purrmann. Fest der Farben
- 2011, 10. Juli bis 10. Oktober: Wohin die Reise geht … unterwegs mit Esther, Judith, Sibylle und Fritz Haase
- 2011, 16. Oktober 2011 bis 26. Februar 2012: Oda Krohg – Malerin und Muse im Kreis um Edvard Munch
- 2012, 11. März bis 3. Juni: Bewegte Bronze – Tanzplastiken von Bernhard Hoetger
- 2012, 15. Juli bis 28. Oktober: Worpsweder Lichtbilder: Die Künstlerkolonie in frühen Fotografien
- 2012, 28. Juli bis 18. August: Fotomarathon FoTO Go!
- 2012, 9. September bis 28. Oktober: Knick Knick
- 2012, 11. November 2012 bis 24. Februar 2013: 20. Videokunst Förderpreis Bremen
- 2012, 11. November 2012 bis 24. Februar 2013: Manessier – Komponist der Farben
- 2013, 10. März bis 9. Juni: Gnadenlos – Künstlerinnen und das Komische
- 2013, 23. Juni bis 6. Oktober: Alle Wege führen in die Böttcherstraße. 50 Jahre Haase & Knels – Atelier für Gestaltung
- 2013, 7. Juli 2013 bis 2. Februar 2014: Die Böttcherstraße als Idee
- 2013, 20. Oktober 2013 bis 2. Februar 2014: Sie. Selbst. Nackt. Paula Modersohn-Becker und andere Künstlerinnen im Selbstakt
- 2014, 23. März bis 6. Juli: Paula Modersohn-Becker: Berlin – Worpswede – Paris
- 2014, 20. Juli bis 6. Oktober: Marianne Werefkin: Vom Blauen Reiter zum Großen Bären
- 2017, 24. September 2017 bis 4. Februar 2018: Schlaf. Eine produktive Zeitverschwendung
- 2019, 15. September 2019 bis 9. Februar 2020: Ich bin Ich – Paula Modersohn-Becker. Die Selbstbildnisse
- 2020, 22. Februar bis 7. Juni: Körper.Gefühl – Maria Lassnig aus der Sammlung Klewan
- 2020, 19. September 2020 bis 24. Januar 2021: Berührend – Annäherung an ein wesentliches Bedürfnis
- 2022, 13. Februar bis 19. Juni 2022: Luigi Colani und der Jugendstil – Natur Mensch Design[24]
- 2022, 3. Dezember 2022 bis 16. April 2023: Die Maler des Heiligen Herzens
- 2023: 13. Mai bis 20. August: Die Zeichnerin Paula Modersohn-Becker
- 2023: 2. September 2023 bis 21. Januar 2024: human error. louisa clement

## Filme
- Kunsthalle Bremen und Paula Modersohn-Becker-Museum (= Museums-Check. Folge 42). Reportage, 30 Min., Moderation: Markus Brock, Produktion: 3sat. Erstausstrahlung: 18. Dezember 2016.[25]